# Lumen gentium
Lumen gentium (latin ”Folkens ljus”; av den inledande meningen ”Kristus är folkens ljus”, är en av Andra Vatikankonciliets dogmatiska konstitutioner. Dokumentet, som promulgerades den 21 november 1964 av påven Paulus VI, behandlar kyrkans väsen och formulerar en romersk-katolsk ecklesiologi.